# Mediodactylus ilamensis
Espèce
Synonymes
- Carinatogecko ilamensis Fathinia, 
Karamiani, Darvishnia, Heidari & Rastegar-Pouyani, 2011

Mediodactylus ilamensis est une espèce de geckos de la famille des Gekkonidae.

## Répartition
Cette espèce est endémique de la province d'Ilam en Iran.

## Étymologie
Son nom d'espèce, composé de ilam et du suffixe latin -ensis, « qui vit dans, qui habite », lui a été donné en référence au lieu de sa découverte.

## Publication originale
- Fathinia, Karamiani, Darvishnia, Heidari & Rastegar-Pouyani, 2011 : « A new species of Carinatogecko (Sauria: Gekkonidae) from Ilam Province, western Iran ». Amphibian and Reptile Conservation, vol. 5, n. 1, p. 61-74.